# Districtul civil Washington, comitatul Blackford, Indiana
Pentru alte districte (civile sau de alt tip) cu același nume, vedeți Districtul Washington (dezambiguizare).
Pentru alte utilizări ale celor două nume proprii, vedeți Blackford (dezambiguizare) și Indiana (dezambiguizare).
Districtul civil Washington, comitatul Blackford, Pennsylvania (în original Washington Township, Blackford County, Pennsylvania) este unul din cele patru de districte civile (în original township) din comitatul Blackford, statul Pennsylvania]], Statele Unite ale Americii. Populația sa fusese de 1.805 locuitori la data efectuării Census 2000.

## Districte topografice și districte civile
Utilizarea termenului de district topografic este făcută în sensul inițial topografic, un pătrat cu latura de exact 6 mile (circa 9.654 metri) și suprafața de exact 36 de mi2 (aproximativ 93,1997 km2).
În cazul anumitelor state, spre exemplu Iowa, majoritatea covârșitoare a districtelor civile ale statului Iowa au forma, latura și suprafața extrem de apropiate de forma și valorile districtelor topografice standard practicate atât în Canada cât și în Statele Unite ale Americii. În cazul statului Indiana, există fluctuații mai mici sau mai mari de la forma și valoarea standard a districtelor topografice.

## Geografie
Conform datelor recensământului din 2000, Washington Township acoperă o suprafață de circa 93,795 km2 (sau 36.23 mi2).

### Localități neîncorporate
- Roll
- Silas (ghost town)

### Drumuri principale
- SR 3
- SR 18

## Demografie
Conform datelor înregistrate de United States Census Bureau, Biroul de recensăminte al Statelor Unite ale Americii,  populația districtului fusese de 873 de locuitori și 374 de locuințe, la data efectuării recensământului din anul 2000.
Conducătorii comitatului au numit districtul după George Washington în 1833, pe când era parte a comitatului Jay.  Ulterior, în 1838, Washington Township a devenit parte a noului organizat comitat, Blackford.

### Cimitire
În district există nouă cimitire, Balsley, Center, Hadden, Herbaugh, Leffler, Mills, Roll, Shields și Schmidt.